# Aparecida (São Paulo)
Aparecida is een Braziliaanse stad en een gemeente in de staat São Paulo. De stad is gelegen in de vruchtbare vallei van de rivier Paraíba do Sul op de zuidelijke oever. De populatie was 36.279 in 2017 en de oppervlakte van de gemeente is 121,076 km². Aparecida wordt ook wel "Aparecida do Norte" genoemd. Door een Mariaverschijning in het jaar 1717 is het met jaarlijks 8 miljoen bezoekende pelgrims de belangrijkste bedevaartsstad van Brazilië.

## Verkeer en vervoer
De plaats ligt aan de wegen BR-116, BR-488, SP-060 en SP-062.

## Galerij

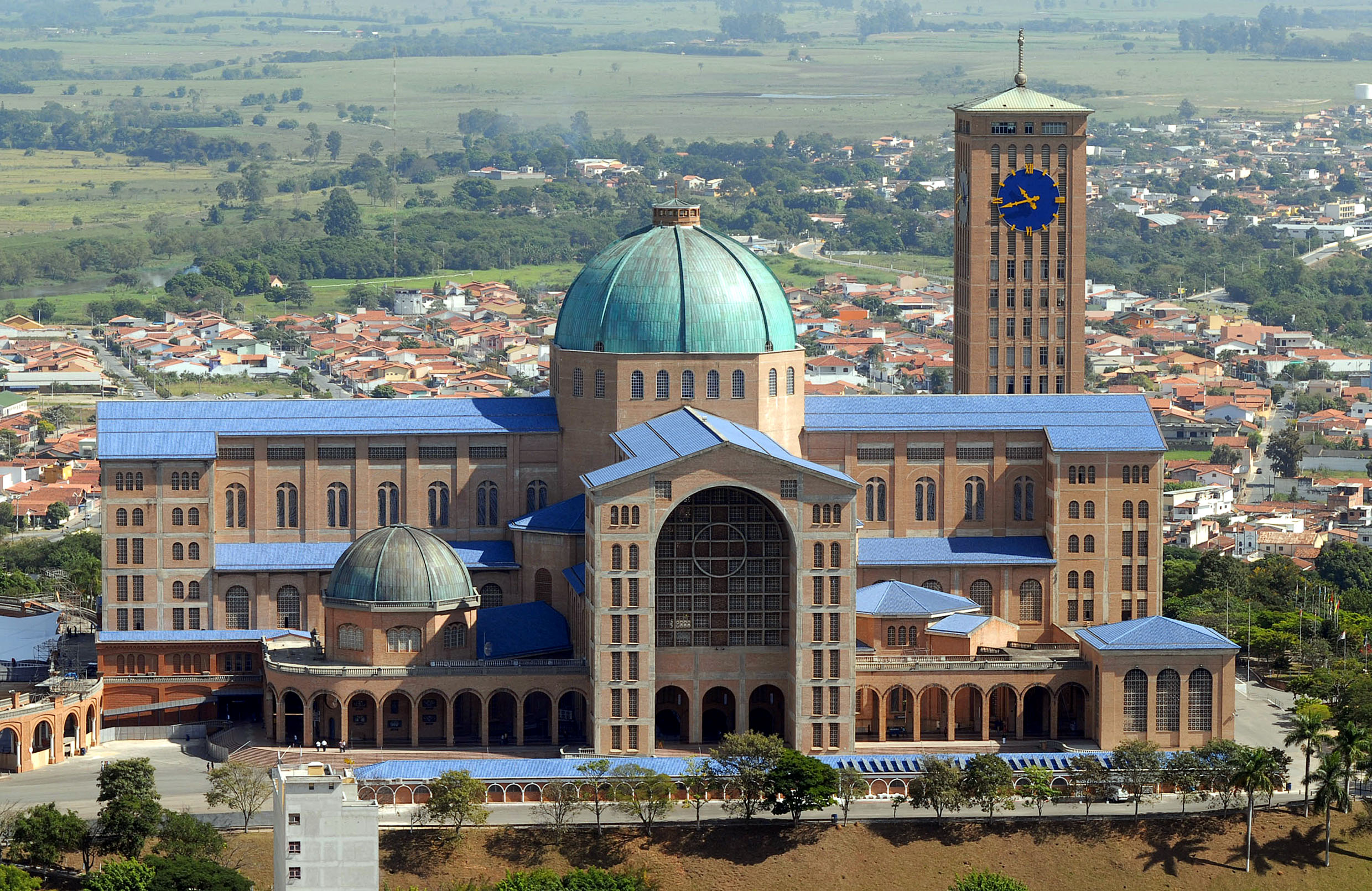
De kathedraal basiliek Nossa Senhora da Conceição Aparecida

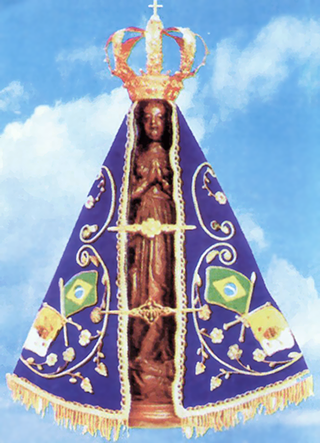
Het aanbeden beeld van Onze-Lieve-Vrouw van Aparecida